# 宅男

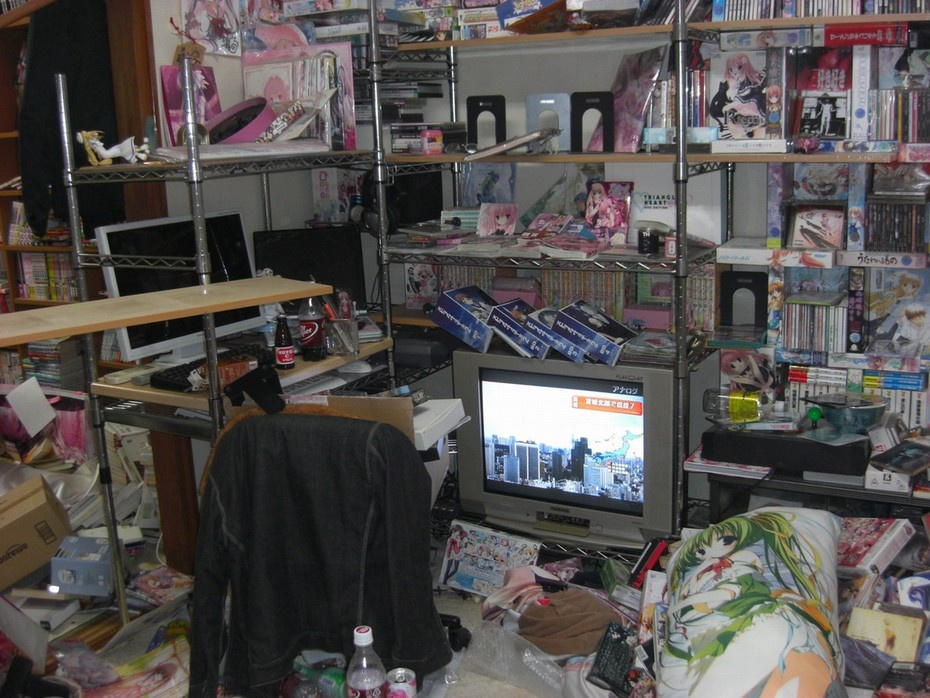
一個刻板印象的宅男房間形像

宅男，是台灣的網際網路文化興盛後，對日本用語「御宅族」重新定義，扭曲原本含意並經約定俗成後，創造出的新詞彙。連同「宅女」，于2012年正式收录进权威性的汉语工具书《现代汉语词典》，不分性別的對應詞是阿宅。

## 詞彙來源
現今的「宅男」一詞之定義，與日本所認知的「御宅族」之間存在著差異。「宅男」一詞可追溯到2005年8月，台灣BBS站批踢踢實業坊的版面（如Hate、JapanDrama）流行著日本電視劇《電車男》，內容是一個不修邊幅的日本ACG御宅與高挑美女邂逅的故事，接著台灣批踢踢網友們開始在Hate板上戲稱，自己都待在家裡不出門很「宅」，或是那些整天上網的人根本是「宅男」，從這時開始「宅男」一詞在台灣大肆流行。
然而，「御宅」（／ otaku）原本是尊稱對方或者對方宅邸的敬語（您、貴府），早期常被ACG愛好者引以互稱，而成為該族群的代稱（之後因一些負面新聞也產生了貶義），後來擴大泛指熱衷於某種流行文化並對其有深入了解的愛好者，例如：「鐵道宅」、「軍事宅」等等。也就是說，「御宅族」無關乎是否都待在室內足不出戶，而是指「熱衷且博精於某種流行文化事物的一群人」。
「宅男」最初的定義即從御宅族的延伸用法而來，由於最初網路上的御宅族普遍都是男性，從而延伸出了「宅男」這個詞彙，並開始被華語社會廣泛使用。但對原義不了解的人對「宅」字產生誤解，僅以「居住處」作為解釋，且經網路傳播及媒體渲染後，造成了積非成是的情形。於是，現在使用「宅男」或「宅女」之詞，一般主要是指：整天待在家裡（或宿舍）、生活圈內只有自己、不擅與人相處的人。

## 使用情況
雖然「男性繭居族」（隱蔽青年）比較符合上述說明，也早已出現而可代替「宅男」，但台灣主流媒體未予以採用，此外亦有將「宅男」與「男性尼特族」作同義詞的情形發生。並且「宅男」一詞在媒體新聞追求聳動標題的情況下，與年輕男子有關的負面報導很容易被不分青紅皂白地冠上該詞語。再者，「宅男」這個詞語近年也頻繁地跟病態肥胖者劃上等號，從而產生「肥宅」這個歧視語，以及相應的刻板印象。
另一方面，女子只要是面容漂亮、身材姣好、穿著清涼，無論是女藝人、女記者、女網友、Show Girl，在新聞中往往會被冠上「宅男女神」之描述。

## 傳播媒體、公眾人物爭議案例
- 2009年3月15日，香港無綫電視（TVB）的新聞節目《星期日檔案》播出名為「港女‧講男」的特輯，節目把港男等同電車男及宅男，當中被認為有誤導及抹黑御宅族成份，引起網友的激烈迴響。
- 2007年9月1日，吳宗憲於《我猜我猜我猜猜猜》節目中，在翻閱輕小說《涼宮春日的憂鬱》時讀出自編內容，有意見認為是誤導觀眾該作品為色情作品，引發爭議。
- 黑澀會中的祐祐曾說出「宅男根本不應該活在這世上」的言論，遭到網路上的負面反應。[10]
- 新聞上曾以《女生怨：交大男「很宅」》為標題，對交大學生有諸多不必要的話題製造，造成許多交大學生不滿。[11]
- I'm vlog網絡影片徵稿比賽在首頁廣告欄曾引發出「醒醒吧~阿宅。」用語，更出現「動漫迷在要求尊重前，有先做到自重嗎？」帶有爭議的開放辯論議題。
- 2015年7月20日，台北捷運再度發生隨機砍人事件。台北市長柯文哲針對此事於媒體發言，節錄如下：「……如果對象是一種很孤立的、跟家人也沒有密切來往的這種宅男與社會孤立分子，目前體系裡好像沒辦法把這些人找出來去追蹤。……」。此言論引起不少御宅群起反彈，亦讓宅男一詞更顯負面。[12]察覺失言後，柯文哲市長於22日改稱精準的說法為「社會孤立的疏離分子」。[13]

## 流行文化
- 獨男 (歌曲)，由香港流行音樂歌手古巨基主唱，江志仁作曲，林夕填詞，並收錄於他的唱片《時代》中。
- 陽光宅男 (歌曲)，出自台灣歌手周杰倫發行的第八張國語專輯《我很忙》，方文山作詞，周杰倫演唱及編曲。
- 宅男行不行，又譯「生活大爆炸」，為美國2007年至2019年播出之知名情景喜劇。

## 註解
1. ↑  .   [2019-06-14]. （原始内容存档于2020-06-12）.
2. ↑  .   [2013-04-27]. （原始内容存档于2015-01-13）.
3. ↑  .   [2014-03-02]. （原始内容存档于2014-03-02）.
4. ↑  .   [2014-03-02]. （原始内容存档于2015-01-13）.
5. ↑  .   [2014-03-02]. （原始内容存档于2014-03-02）.
6. ↑  .   [2012-10-19]. （原始内容存档于2012-10-19）.
7. ↑  .   [2013-03-19]. （原始内容存档于2013-03-19）.
8. ↑  .   [2014-03-02]. （原始内容存档于2013-06-02）.
9. ↑  .   [2014-03-02]. （原始内容存档于2015-07-22）.
10. ↑  .   [2009-03-14]. （原始内容存档于2008-02-27）.
11. ↑  .   [2013年12月29日]. （原始内容存档于2020年6月12日）.
12. ↑  .   [2015年7月23日]. （原始内容存档于2016年3月4日）.
13. ↑  .   [2015-07-23]. （原始内容存档于2020-06-12）.